# گابریل اسلونینا
گابریل اسلونینا (انگلیسی: Gabriel Slonina؛ زادهٔ ۱۵ مهٔ ۲۰۰۴) بازیکن فوتبال اهل ایالات متحده آمریکا است که برای باشگاه فوتبال چلسی بازی می‌کند.

## افتخارات
چلسی
- جام جهانی باشگاه‌ها: ۲۰۲۵[۱]

ایالات متحده آمریکا
- لیگ ملت‌های کونکاکاف: ۲۰۲۳–۲۴[۲]